# NOSIP
NOSIP (англ. Nitric oxide synthase interacting protein) – білок, який кодується однойменним геном, розташованим у людей на короткому плечі 19-ї хромосоми. Довжина поліпептидного ланцюга білка становить 301 амінокислот, а молекулярна маса — 33 172.
| 10         |  | 20         |  | 30         |  | 40         |  | 50         |
| ---------- |  | ---------- |  | ---------- |  | ---------- |  | ---------- |
| MTRHGKNCTA |  | GAVYTYHEKK |  | KDTAASGYGT |  | QNIRLSRDAV |  | KDFDCCCLSL |
| QPCHDPVVTP |  | DGYLYEREAI |  | LEYILHQKKE |  | IARQMKAYEK |  | QRGTRREEQK |
| ELQRAASQDH |  | VRGFLEKESA |  | IVSRPLNPFT |  | AKALSGTSPD |  | DVQPGPSVGP |
| PSKDKDKVLP |  | SFWIPSLTPE |  | AKATKLEKPS |  | RTVTCPMSGK |  | PLRMSDLTPV |
| HFTPLDSSVD |  | RVGLITRSER |  | YVCAVTRDSL |  | SNATPCAVLR |  | PSGAVVTLEC |
| VEKLIRKDMV |  | DPVTGDKLTD |  | RDIIVLQRGG |  | TGFAGSGVKL |  | QAEKSRPVMQ |
| A          |  |            |  |            |  |            |  |            |

A: Аланін

C: Цистеїн

D: Аспарагінова кислота

E: Глутамінова кислота

F: Фенілаланін

G: Гліцин

H: Гістидин

I: Ізолейцин

K: Лізин

L: Лейцин

M: Метіонін

N: Аспарагін

P: Пролін

Q: Глутамін

R: Аргінін

S: Серин

T: Треонін

V: Валін

W: Триптофан

Кодований геном білок за функціями належить до трансфераз, білків розвитку, фосфопротеїнів. 
Задіяний у такому біологічному процесі, як убіквітинування білків. 
Локалізований у цитоплазмі, ядрі.